# Sticherus rufus
Sticherus rufus är en ormbunkeart som beskrevs av J.Gonzales. Sticherus rufus ingår i släktet Sticherus och familjen Gleicheniaceae. Inga underarter finns listade.